# Гаспарян, Седа Керобовна
Седа Керобовна Гаспарян (арм. Սեդա Քերոբի Գասպարյան; 30 июня 1946) — советский и армянский учёный в области филологии, доктор филологических наук (1994), профессор (2002), член-корреспондент НАН Армении (2014). Заслуженный деятель науки Республики Армения (2014).

## Биография
Родилась 30 июня 1946 года в Ереване, Армянской ССР.
С 1953 по 1968 год обучалась на филологическом факультете Ереванского государственного университета.  В 1981 году обучалась в аспирантуре и в 1991 году в докторантуре Филологического факультета МГУ.
С 1968 года на научно-педагогической работе в Ереванском государственном университете в качестве преподавателя, старшего преподавателя и доцента, с 1993 года — заведующая кафедрой английской филологии и одновременно с 2002 года —
профессор филологического факультета этого университета. Одновременно с основной деятельности являлась — председателем Специализированного совета по иностранным языкам и членом Учёного совета  Ереванского государственного университета, с 2000 года являлась председателем Предметной комиссии по английскому языку Министерства образования и науки Армении.

### Научно-педагогическая деятельность и вклад в науку
Основная научно-педагогическая деятельность С. К. Гаспарян была связана с вопросами в области английской филологии. С. К. Гаспарян являлась — экспертом  QS World University Rankings, с 2003 года — президентом Армянской ассоциации английского языка и членом Правления Европейского общества по изучению английского языка. В 2017 году являлась членом программного комитета Международной научно-практической конференции «Коммуникация в политике, бизнесе и образования» организованной при Факультете мировой политике МГУ где зачитывала тезисы из своей работы: «Гендерные стереотипы в политической сфере современного общества»
С. К. Гаспарян являлась членом редакционной коллегии научного журнала Европейского журнала изучения английского языка и «Science and Education a New Dimension». Являлась основателем и главным редактором научных журналов «Язык и литература в современной парадигме научного знания» и «Armenian Folia Anglistika. International Journal of English studies».
В 1983 году защитил кандидатскую диссертацию по теме: «Полифония слова в составе фигуры сравнения», в 1994 году защитила докторскую диссертацию на соискание учёной степени доктор филологических наук по теме: «Сравнение как "изъяснение" в научной речи и как средство лингвопоэтического творчества в художественной литературе». В 2002 году ей было присвоено учёное звание профессор. В 2014 году она была избрана член-корреспондентом НАН Армении.